# ボリビアテレビ
ボリビアテレビ (Bolivia TV) は、ボリビアで最初にできた放送局である。テレビ局の最初の定期的なブロードキャストは1969年8月30日にあった。

## 放送チャンネル
- Bolivia TV（アナログ放送）